# Pélardon

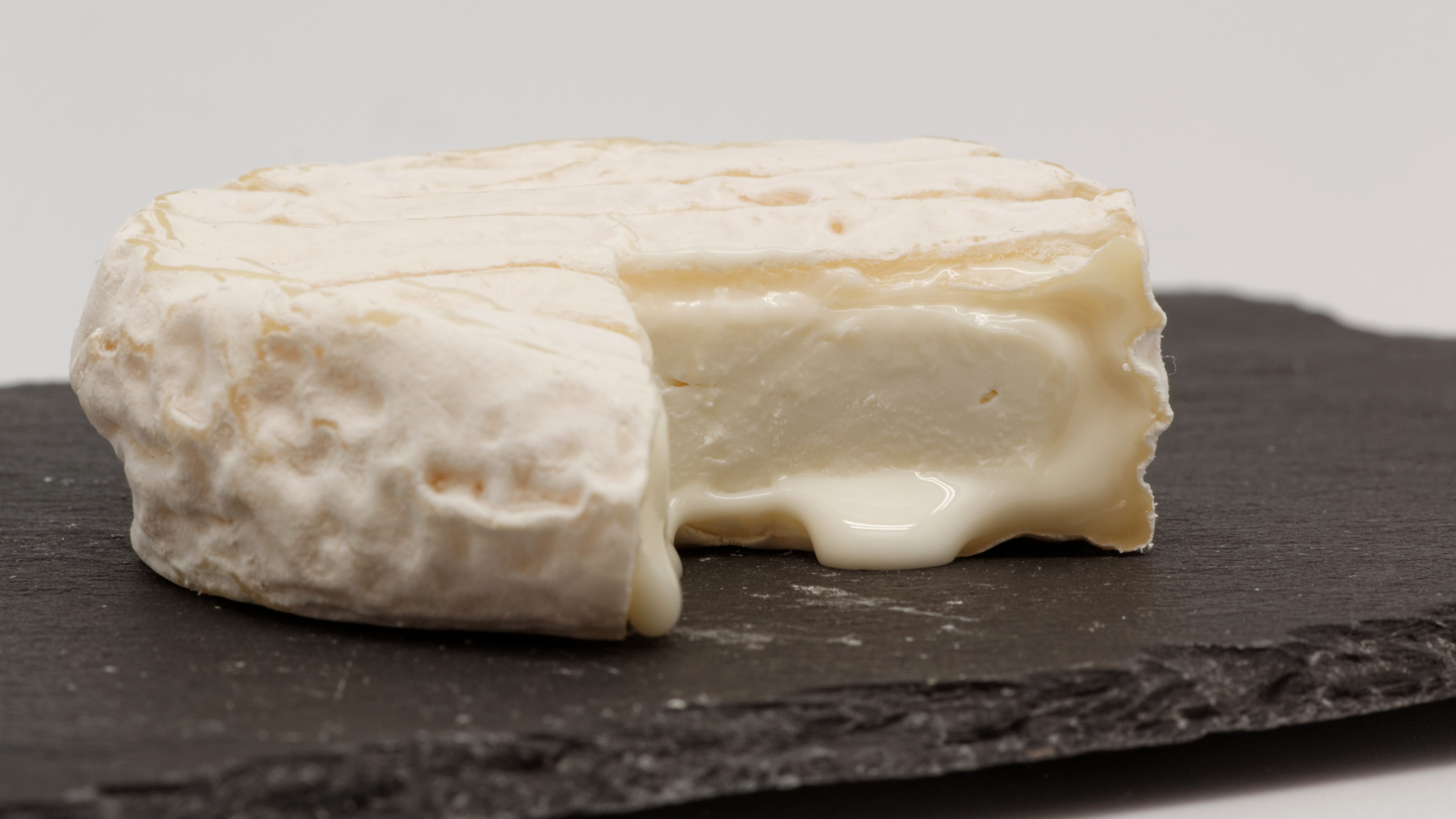
Pélardon coupé.

Le pélardon est un très petit fromage au lait cru de chèvre de la région du Languedoc protégé par une AOC.
Depuis août 2000, pour un fromage, l'usage commercial de l'appellation « pélardon » est soumis au respect d'un cahier des charges attaché à une AOC.
Sa meilleure période de consommation s'étend de mai à septembre.

## Histoire
S'il est vrai que, déjà au Ier siècle, Pline l'Ancien rapportait dans son Histoire naturelle que « Le fromage le plus estimé à Rome, où l'on juge en présence l'une à l'autre les productions de tous les pays, est, parmi les fromages des provinces, celui qui provient de la contrée de Nîmes, de la Lozère et du Gévaudan »,, il n'est cependant pas établi que c'est du pélardon dont parlait le naturaliste romain. En effet, roquefort et laguiole prétendent également être à la source de la phrase de Pline. Sans toutefois que la question soit tranchée de façon définitive, l'hypothèse la plus vraisemblable serait plutôt celle d'une tome paysanne au lait de vache.
Si l'existence du pélardon dès l'Antiquité n'est pas avérée, on le retrouve en revanche, indéniablement au XVIIIe siècle, puisque mentionné en 1756 dans le Dictionnaire languedocien-françois d'un autre naturaliste, l'abbé Boissier de Sauvages. Le péraldou (ou péraldon) y est décrit comme étant un « petit fromage rond & plat qu'on fait dans les Cévennes & auquel on donne un goût piquant & poivré en le frottant ou en le lavant avec de la viorne à feuilles étroites ».
En 1785, dans une nouvelle édition de son dictionnaire, il précise l'étymologie du péraldon, ce « petit fromage de lait de chèvre sec & piquant, propre aux Cévennes », qui dériverait, en raison de son goût piquant, du mot pebre, c'est-à-dire le poivre.
Et fin XIXe, c'est en tant que « petit fromage rond, de lait de chèvre, d'un goût sec et piquant, et propre aux Cévennes » que l'écrivain occitan Frédéric Mistral définit le pelardou (ou pelaudoun, peraudou, peraldou, pelaudou, ou bien encore pelalhou) dans son dictionnaire provençal-français Lou Tresor dóu Felibrige.

## Présentation
C'est un petit fromage à base de lait cru de chèvre, à pâte molle à croûte naturelle, d'un poids moyen de 60 grammes.

## Commerce

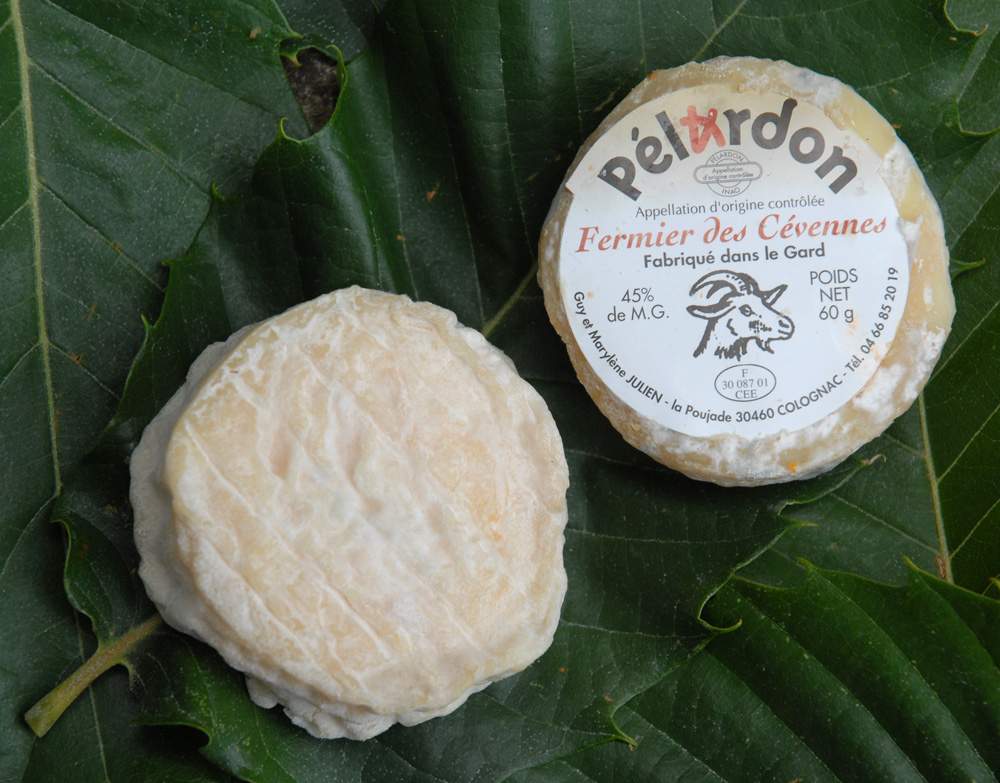
Pélardon fermier voué au commerce produit par un couple d'agriculteurs dans les Cévennes.

Dans un cadre commercial, l'appellation est protégée grâce à une AOC depuis 2000 et, au niveau européen, par une AOP depuis 2001. Un cahier des charges formalise la méthode d'obtention des pélardons AOP destinés au commerce.

### Cahier des charges de l'appellation d'origine protégée «pélardon»

Logo de l'AOC pélardon.

Selon le décret du 25 août 2000 relatif à l'obtention de son appellation d'origine contrôlée, le pélardon est défini comme un fromage à pâte molle, à base de lait de chèvre cru et entier, qui se présente sous la forme d'un petit palet à bords arrondis. Onze jours après l'emprésurage, les dimensions du fromage sont comprises entre 60 et 70 mm de diamètre, et entre 22 et 27 mm de hauteur, pour un poids supérieur à 60 grammes. Après complète dessiccation, la teneur en matière grasse du pélardon doit être au minimum de 45 % et celle en matière sèche de 40 %. Sa croûte est fine, couverte en partie ou en totalité de moisissures jaune pâle, blanches ou bleues. Quant à sa pâte, de couleur blanche à ivoire, elle est de texture homogène et d'aspect lisse à la coupe, et devient cassante lorsque l'affinage se prolonge.
Afin de bénéficier de l'AOC pélardon, la filière de production des fromages — depuis l'élevage des chèvres produisant le lait jusqu'au conditionnement des fromages finis — se doit de respecter un certain nombre d'exigences, à commencer par avoir lieu au sein d'une zone géographique bien définie.

### Définition de l'aire géographique AOC pélardon
L'aire géographique de l'AOC pélardon correspond aux montagnes et hauts plateaux de la Lozère, aux montagnes cévénoles et garrigues du Gard, aux garrigues de l'Hérault jusqu'à la Montagne Noire et les Hautes Corbières de l'Aude. Elle englobe environ 500 communes (dont une quarantaine partiellement) et s'étend principalement sur les départements du Gard et de l'Hérault et de manière plus réduite sur ceux de l'Aude et de la Lozère. À noter que seule une commune du Tarn (uniquement la commune de Murat-sur-Vèbre) est également concernée.
| Département | Nombre de communes          | Principales communes de l'aire AOC Pélardon |
| ----------- | --------------------------- | --- |
| Gard        | 229 (dont 22 partiellement) | Anduze, Barjac, Bessèges, Euzet, Génolhac, La Grand-Combe, Lasalle, Méjannes-le-Clap, Nîmes, Quissac, Saint-Ambroix , Saint-Hippolyte-du-Fort, Saint-Jean-du-Gard, Sauve, Uzès, Valleraugue, Vers-Pont-du-Gard, Le Vigan, Villeneuve-lès-Avignon, Vissec.                                   |
| Hérault     | 163 (dont 10 partiellement) | Avène, Bédarieux, Clermont-l'Hérault, Fraisse-sur-Agout, Ganges, Lodève, Minerve, Murviel-lès-Montpellier, Neffiès, Olargues, Pégairolles-de-l'Escalette, Saint-Chinian, Saint-Guilhem-le-Désert, Saint-Martin-de-Londres, Saint-Mathieu-de-Tréviers, Saint-Pons-de-Thomières, Villeveyrac. |
| Aude        | 62                          | Bize-Minervois, Bugarach, Caunes-Minervois, Cucugnan, Lairière, Mouthoumet, Soulatgé, Villerouge-Termenès. |
| Lozère      | 46 (dont 9 partiellement)   | La Bastide-Puylaurent, Florac, Meyrueis, Moissac-Vallée-Française, Le Pont-de-Montvert, Quézac, Saint-Étienne-du-Valdonnez, Saint-Laurent-de-Trèves, Villefort. |
| Tarn        | 1 (partiellement)           | Murat-sur-Vèbre. |

### Production du lait
Le cahier des charges impose que les chèvres, dont on utilise le lait cru et entier pour la fabrication du pélardon, soient des races suivantes :
- alpine,
- saanen,
- rove,

les croisements entre ces trois races demeurant autorisés.
Tout enfermement permanent des animaux dans des bâtiments d'élevage est formellement proscrit. En effet, selon l'usage pastoral, les troupeaux doivent pâturer régulièrement dans la zone géographique et trouver leur alimentation sur les parcours, garrigues, landes et forêts.
Les éleveurs sont donc astreints au respect du cahier des charges stipulant les conditions d'élevage de leurs troupeaux. Selon l'altitude à laquelle se situe l'élevage, un nombre de jours minimum de sortie des animaux : 
- 210 jours par an si l'élevage est situé à moins de 800 m d'altitude,
- 180 jours par an si l'élevage est situé à une altitude supérieure[11].

En outre, une surface minimale de pâturage de 0,2 hectare (2 000 m2) par chèvre est requise. Des compléments d'alimentation peuvent être dispensés aux chèvres (foin, céréales, tourteaux). Concernant la traite des animaux, qui intervient, chez la plupart des éleveurs, deux fois par jour, le décret n'impose aucune restriction. En revanche, le lait ainsi collecté doit être totalement dépourvu d'additifs (lait concentré, lait en poudre, arômes ou colorants), ni se voir appliquer un quelconque traitement de filtration industrielle.

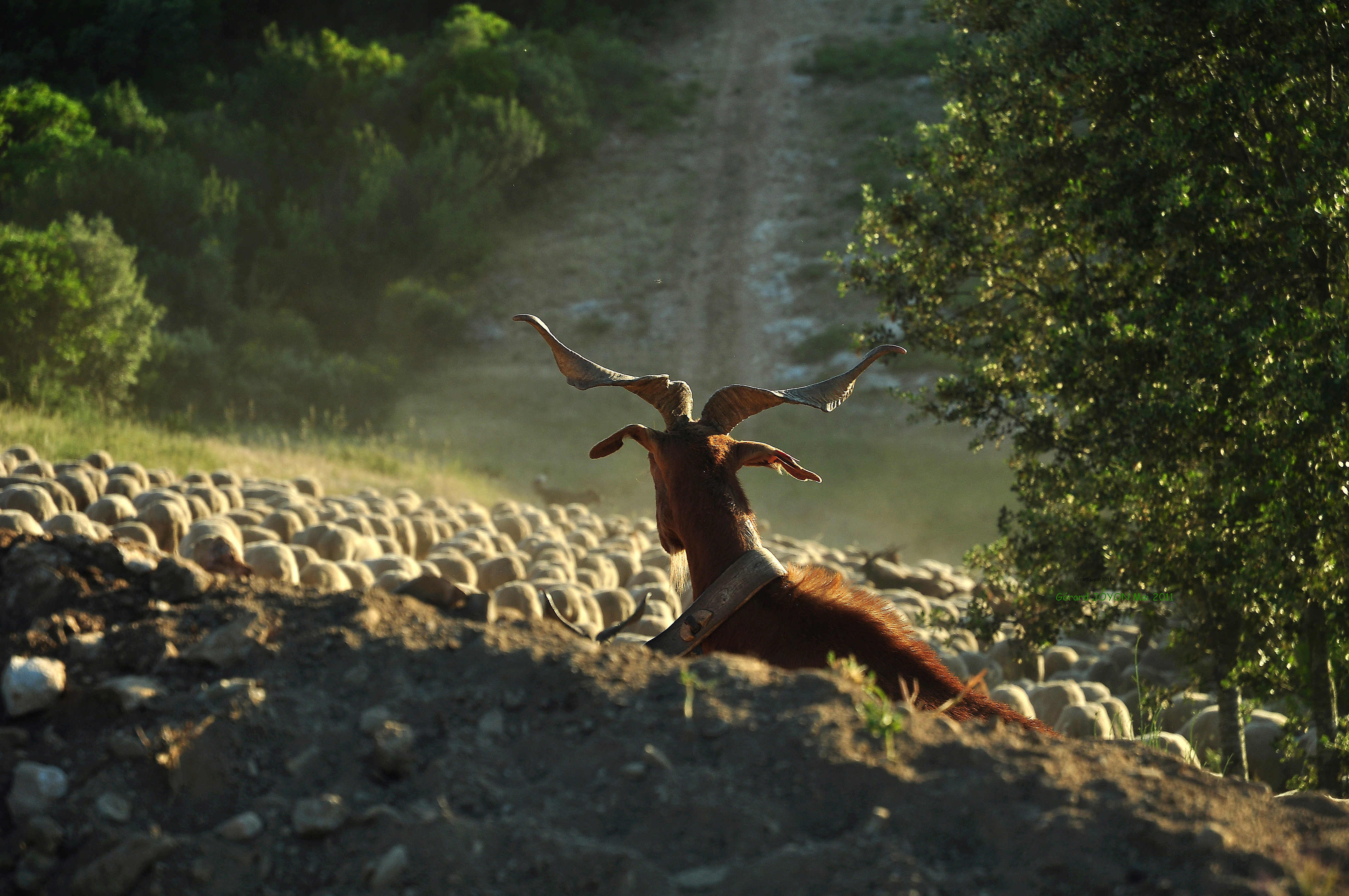
En premier plan, un bouc du Rove.
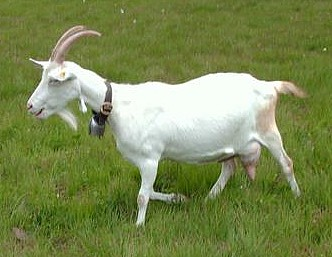
Chèvre saanen.
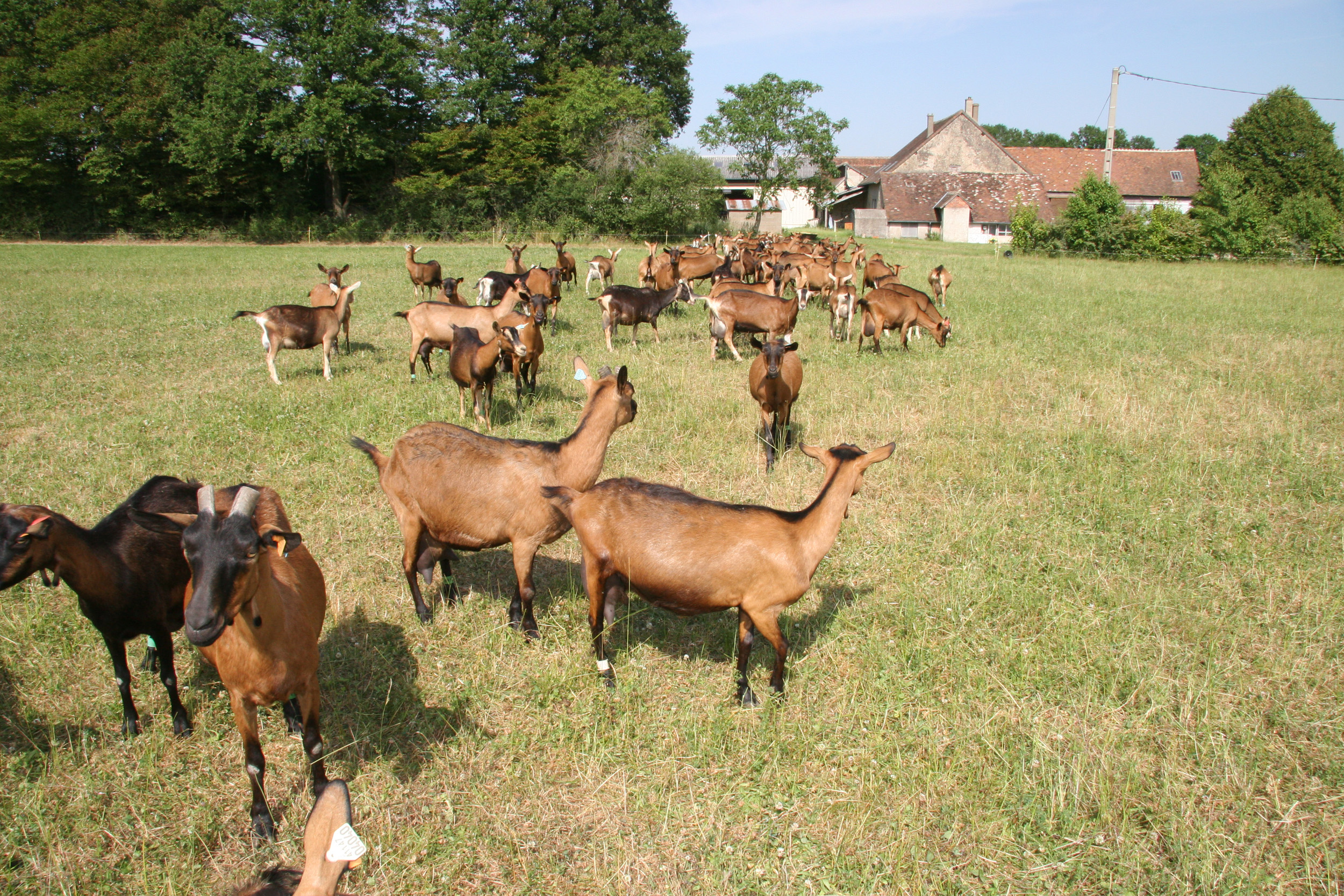
Troupeau de chèvres alpines.

### Transformation du lait
Le lait cru obtenu après la traite est ensuite ensemencé grâce aux ferments naturels présents dans le petit-lait (lactosérum) issu de la journée précédente. Ensuite, c'est l'étape d'emprésurage, l'adjonction de présure (pas plus d'1 ml pour 10 litres de lait, soit 0,01 % du volume) destinée à provoquer le caillage du lait, c'est-à-dire sa coagulation. Le lait cru est alors laissé à cailler pendant un minimum de 18 heures.
Le caillé est ensuite moulé manuellement en faisselle. Pour augmenter le rendement de transformation, un répartiteur à moules est permis. Ce caillé va progressivement et spontanément évacuer son petit-lait à travers les trous de la faisselle. Cet égouttage va permettre sa réduction, et au terme d'un séjour dans la faisselle d'environ deux jours, son passage de l'état de lait caillé à celui de pélardon à proprement parler. Durant cette phase, le fromage sera salé sur une de ses faces puis retourné afin d'être salé sur son autre face. Ce salage doit être opéré exclusivement à l'aide de sel sec, autrement dit, par salaison et en aucun cas par l'utilisation de saumure.
Les fromages subissent ensuite un ressuyage (une nouvelle phase d'égouttage) entre 18 °C et 22 °C pendant une durée de 18 à 24 heures, avant d'être placés dans un hâloir, où il sèchent entre 24 et 48 heures.
Puis, intervient l'affinage, dernière étape de la fabrication, qui se déroule sous une température de 8 °C à 16 °C avec une hygrométrie de 85 à 95 %. D'une durée de onze jours minimum, durant laquelle les fromages devront être tournés tous les jours, l'affinage va permettre l'obtention d'une texture onctueuse. Si l'affinage est plus long, la pâte se fait plus ferme, jusqu'à en devenir cassante, et sa croûte s'assombrit.

## Chiffres de fabrication
En 2004, le volume de fabrication de pélardons s'élevait à 220 tonnes et en 2005, à 217 tonnes.
|                                    | 2003 | 2010 | 2011 | 2012 | 2013 | 2014 | 2015 | 2016 | 2018 | 2019 | 2020 | 2021 | 2022 |
| ---------------------------------- | ---- | ---- | ---- | ---- | ---- | ---- | ---- | ---- | ---- | ---- | ---- | ---- | ---- |
| Tonnage total commercialisé en AOP | 207  | 221  | 218  | 216  | 218  | 210  | 225  | 228  | 229  | 260  | 263  | 293  | 282  |
| Dont production fermière           | nd   | 132  | 136  | 138  | 138  | 149  | 155  | 157  | 155  | 164  | 160  | 176  | 166  |

## Consommation

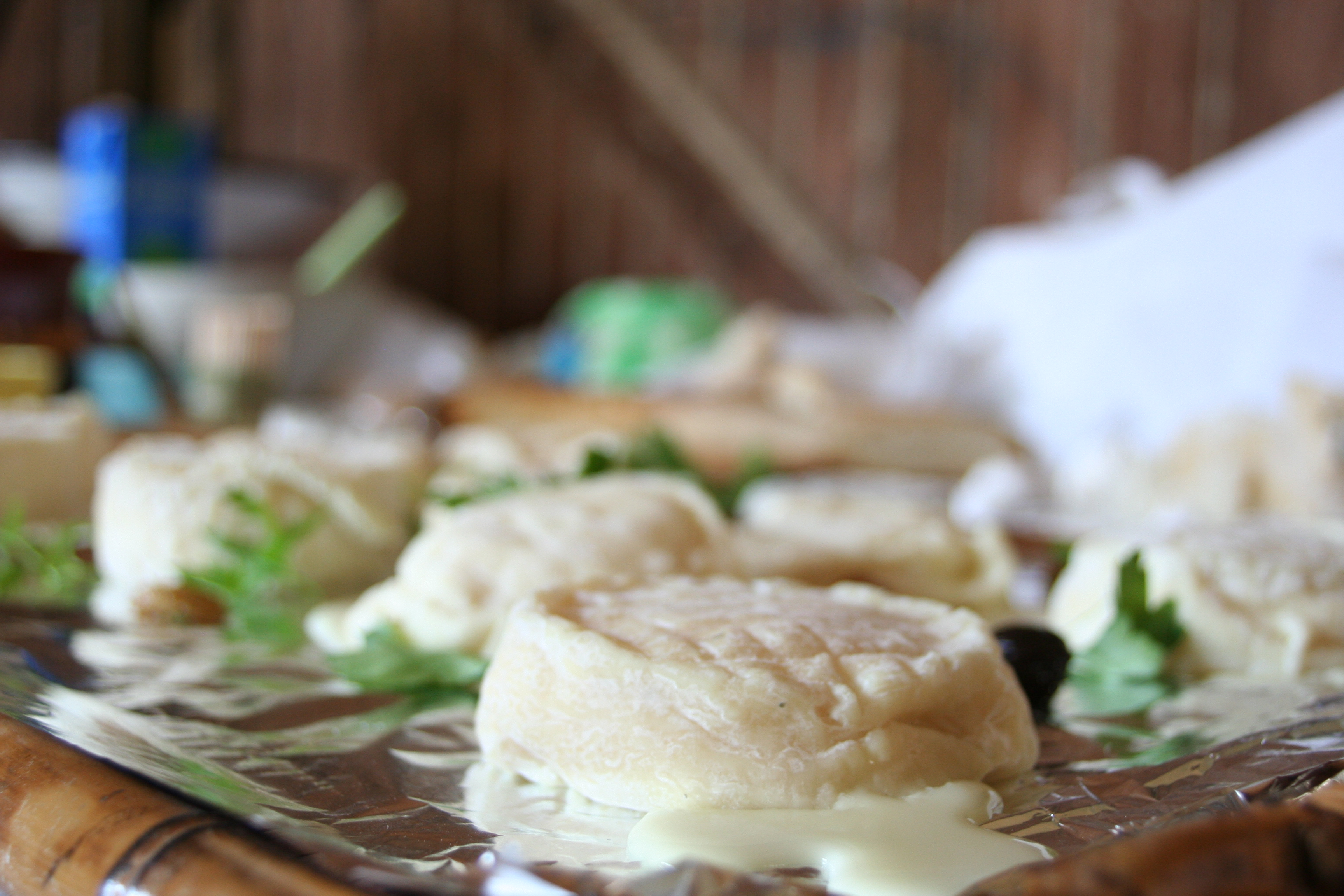
Pélardons coulants.

La période de consommation idéale s'étale de mai à septembre après un affinage de trois semaines, mais aussi de mars à novembre. Il est caractérisé par une pâte assez compacte et un petit goût de noisette qui lui confère une personnalité reconnue. Il peut se déguster aussi bien sur le plateau qu'en salade.
Le pélardon peut se consommer nature mais également cendré ou mariné dans l'huile (noix, olive...) et parfumée d'herbes des différents terroirs languedociens.
Une recette consiste à paner le pélardon, le faire frire puis le consommer chaud sur un lit de salade, de pissenlit de préférence, accompagné de croûtons grillés.
Dans les Cévennes gardoises, le caillé est parfois servi au dessert avec de la confiture de myrtilles ou du miel de bruyère ou de châtaignier.
À l'occasion des dix ans de l'AOP, le syndicat des producteurs fermiers et transformateurs de pélardon a fait éditer Le Pélardon revu et inspiré, un livre de recettes auquel dix-huit chefs réputés de la région Languedoc-Roussillon ont apporté leur contribution, notamment Michel Kayser et Jérôme Nutile.

## Folklore autour du pélardon
Depuis 2000, la « Fête du pélardon » se déroule chaque année à la mi-mai à Sainte-Croix-Vallée-Française en Lozère, à l'initiative de l'office de tourisme du village,. À peu près à la même période, au Vigan (Gard), le « Printemps du pélardon » est organisé depuis 2008 par l'office de tourisme des Cévennes méridionales, le syndicat des producteurs de pélardon ainsi que la communauté de communes du Pays viganais,.